# 沃纳克
沃纳克（法語：Vaunac，法語發音：[vonak]）是法国多尔多涅省的一个市镇，位于该省中北部，属于农特龙区。

## 地理
沃纳克（45°21'51"N, 0°51'51"E）面积13.78 平方千米，位于法国新阿基坦大区多爾多涅省，该省份为法国西南部内陆省份，是法國本土面积第三大的省，大致对应佩里戈尔地区，北起顺时针与夏朗德省、上维埃纳省、科雷兹省、洛特省、洛特-加龙省、吉倫特省和滨海夏朗德省接壤。
与沃纳克接壤的市镇（或旧市镇、城区）包括：圣罗曼和圣克莱芒、内格龙德、朗普祖尔、伊勒河畔科尔尼亚克、埃泽拉克、蒂维耶、科勒河畔圣让、科勒河畔圣皮埃尔。

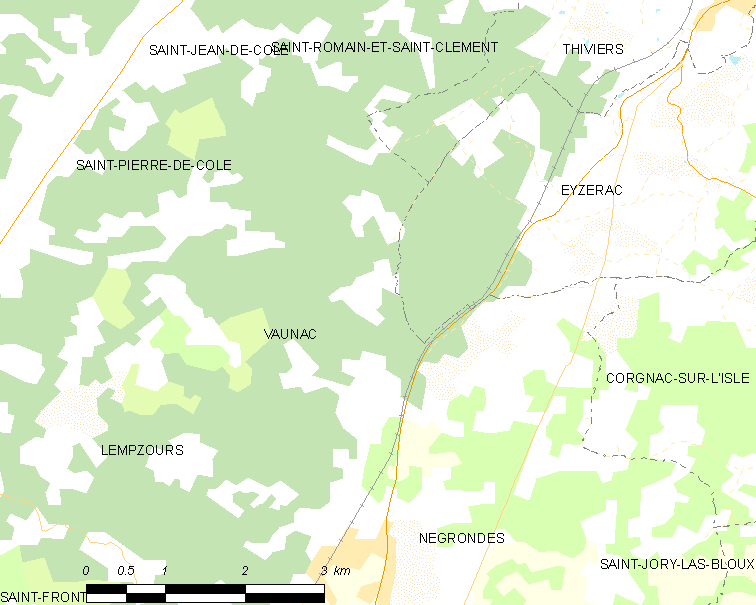
沃纳克的OSM定位图

沃纳克的时区为UTC+01:00、UTC+02:00（夏令时）。

## 行政
沃纳克的邮政编码为24800，INSEE市镇编码为24567。

## 政治
沃纳克所属的省级选区为蒂维耶县。

## 人口

1962-2008年间沃纳克人口变化图示

沃纳克于2022年1月1日时的人口数量为240人。